# Bezaan
De bezaan is een zeil dat aangeslagen is aan de achterste mast van een schip. Het woord is afkomstig uit het Spaans mesana en Portugees mezana. De achterste mast van een zeilschip heet nog steeds bezaansmast.
Vanaf half 16e tot half 18e eeuw hadden de grotere driemast zeeschepen een korte achterste mast met een lange roede of Latijn ra, met daaraan een driehoekig zeil - een Latijnzeil (zie tuigage).
Dit was in de Zuid-Europese landen de bezaan.

## Op klassieke platbodems
Op traditionele Hollandse eenmast-platbodems wordt de term bezaan ook gebruikt voor een lichtweer-bijzeil, dat vliegend op een stutter achter het grootzeil wordt gevoerd. Een andere naam voor dit zeil is aap.

## Historie
In het begin van de 17e eeuw kwam het zeil op kleine scheepjes in de Lage Landen in gebruik, aangeslagen aan een enkele roede die voorlijk was geplaatst en achterover helde; hierbij verviel de korte mast.
Vervolgens werd aan de top (bovenlijk) van het zeil een korte gaffel geplaatst en kon het zeil met behulp van mastbanden of hoepels langs de roe worden gehesen en gestreken. Dit zeil werd dan weer aan een normale mast aangeslagen. De gaffel werd groter en in de 19e eeuw kwam er ook een giek aan het onderlijk van het zeil. Hiermee was het moderne bezaanzeil of bezaan geboren.
In de huidige tijd zijn er erg veel variaties en verschillende uitvoeringen van dit zeil in gebruik op alle soorten zeilschepen.